# Caenis macafferti
Caenis macafferti is een haft uit de familie Caenidae. De wetenschappelijke naam van de soort is voor het eerst geldig gepubliceerd in 1990 door Provonsha.
De soort komt voor in het Nearctisch gebied.